# نيكولا هولمز
نيكولا هولمز (بالإنجليزية: Nikola Holmes؛ بالألمانية: Nikola Holmes) هي لاعبة هوكي الجليد ألمانية وأمريكية، ولدت في 18 فبراير 1981 في لوس أنجلوس في الولايات المتحدة.

## وصلات خارجية
- نيكولا هولمز على موقع EliteProspects.com (الإنجليزية)
- نيكولا هولمز على موقع أوليمبيديا (الإنجليزية)